# 前体药物
前体药物也称前药、前驅藥，是能在体内经化学反应或酶作用转化成活性药物（具有药理作用的化合物），再发挥其治疗作用的化合物。前体药物属于一种药理惰性物质，也是一种母体药物。
前体药物本身没有生物活性或活性很低，经过体内代谢后变为有活性的物质，这一过程的目的在于增加药物的生物利用度，加强靶向性，降低药物的毒性和副作用。
目前前体药物分为两大类：载体前体药物（carrier-prodrug）和生物前体（bioprecursor）。此外，农药中也有许多前体药物。

## 特點
- 藥物方面：改善溶解性、化學穩定性和感官特性。減少局部給藥後的刺激乃至疼痛，以減少與活性劑製藥技術相關的問題。
- 藥代動力學：改善吸收途徑（例如口服或靜脈注射等），減少系統間代謝，以改善時間特徵，增加活性劑的組織或器官選擇性遞送能力。
- 藥效層面：降低毒性和改善治療指數，設計結合兩種藥物的單一化學物質（聯合藥物策略）。

## 研究历史
在前体药物提出前，历史上偶然发现的许多前体药物都在应用，如阿斯匹林和水杨酸的作用。
1958年，阿爾伯特在英国自然杂志上发表文章提出了前体药物的概念，1959年，Harper根据无活性的化合物百浪多息，在体内经代谢产生活性物质对氨基苯磺酰胺及其衍生物的事实，提出“药物潜伏化”（drug latentiation）， 总结了前体药物设计的思想，即通过对生物活性化合物的化学修饰形成新的化合物，新化合物在生物体内酶的作用下释放出有活性的母体化合物并发挥药理作用。

## 载体前体药物
载体前体药物是把活性药物（原药）与某种无毒性、有运输作用的（多为亲脂性的）化合物相连接而形成的，载体前药的三个特征：首先是前药应无活性或活性小于原药，其次原药与载体一般以共价键连接，但进入体内后可断裂形成原药，此过程一般是以简单的酸、碱水解或酶促转化来实现的，第三是通常要求前药在体内生成原药的速率是快速的，以确保原药在靶位有足够的浓度，但是当修饰原药的目的是为延长作用时间达到缓释的效果时则可设计代谢速度缓慢的前药。载体前药设计的核心问题是选择合适的载体，并根据体内组织的酶、受体和pH等条件的差异，在合理的作用部位释放原药。

## 生物前体药物
生物前体药物不同于载体前体药物，活性物质不用于载体暂时性结合，而是本身的分子结构发生改变来发挥作用。生物前体药物本身没有活性，有活性的是其在生物体内的代谢物，这样避免了代谢反应使化合物失活，反而利用生物体内的反應生成活性代謝物。一些非甾体抗炎药（如舒林酸）就是基于这样的思路而合成的。

## 其他條目
- 前體
- 药物筛选

### 書籍
- intellectuel., Wermuth, C. G., éditeur intellectuel. Aldous, David, éditeur intellectuel. Raboisson, Pierre, éditeur intellectuel. Rognan, Didier, éditeur. . ISBN 9780124172135. OCLC 964337380.

## 外部連結
- 前藥特刊：從設計到應用 （页面存档备份，存于）